# 시미즈 가즈마사 (2001년)
시미즈 가즈마사(일본어: 清水 一雅, 2001년 8월 2일~)는 일본의 축구 선수이다.

## 구단 경력
그는 2024년 J3리그의 후쿠시마 유나이티드 FC에 입단했다.